# El tuerto Angustias
El tuerto Angustias s una pel·lícula mexicana de 1974 dirigida per José Delfoss i protagonitzada per Sonia Furió, Julián Bravo i Leonardo Morán. Va ser filmada a Guatemala.

## Argument
Rosaura Ventura (Furió) és una dona que ha fet una fortuna prostituint-se, i que contracta condemnats a mort perquè treballin en la seva mina de mercuri. Té com a mà dreta a Sebastián «El Tuerto» Angustias, un home que es va guanyar el seu sobrenom quan, per defensar a una cabaretera, el van deixar borni. Un dia, quan s'ha d'obligar els indis al fet que portin cinabri de la mina de Rosaura, el jove indi Santos (Bravo) es mostra insolent i després servil a Rosaura i ella li perdona la vida quan li roba una vaca i talla la llengua a un tinent desobedient, per la qual cosa el noi es guanya la voluntat de Rosaura. Rosaura després li encarrega al Tuerto descobrir qui fa desaparèixer als condemnats. Descobreix que el jove Santos és el líder dels condemnats, i el mata quan Rosaura li celebra el seu aniversari.

## Repartiment
- Sonia Furió com Rosaura Ventura.
- Julián Bravo com Santos.
- Leonardo Morán
- Josefina Cabrera
- Luzmila Hoyos de González
- Claudio Lanuza
- Olga Marroquín
- María Teresa Martínez
- Alfonso Milian
- Mario Montufar
- Antonio Raxel